# Spoorlijn 266A
Spoorlijn 266A was een Belgische industrielijn in Charleroi. De lijn liep van de aftakking Estacade aan lijn 267 naar Fosse 4 en was 1,3 km lang.

## Aansluitingen
In de volgende plaats was er een aansluiting op de volgende spoorlijn:
Y Estacade
Spoorlijn 266 tussen Monceau en Fosse 6